# انتونینا ریژووا
انتونینا ریژووا (روسی: Антонина Алексеевна Рыжова؛ ۵ ژوئیهٔ ۱۹۳۴ – ۱ مهٔ ۲۰۲۰) ورزشکار والیبال اهل اتحاد جماهیر شوروی سوسیالیستی بود.
وی در مسابقات کشوری و بین‌المللی در مجموع برندهٔ ۴ مدال طلا، ۳ مدال نقره شده‌است.